# Guyana Amazon Warriors
Die Guyana Amazon Warriors ist ein T20-Cricketteam, welches für Guyana in der Caribbean Premier League spielt. Das Team wurde 2013 gegründet. Das Heimatstadion ist das Providence Stadium in Georgetown. Die Warriors konnten die Caribbean Premier League noch nicht gewinnen, standen jedoch schon fünf Mal im Finale.

## Geschichte

### Die Gründung
Nachdem im Dezember 2012 das West Indies Cricket Board die Gründung der Liga verkündete, wurden im Februar 2013 die Spielorte der Franchises benannt. Eines wurde nach Guyana vergeben. Der wichtigste Spieler, der beim ersten Draft im Juni 2013 Guyana zugeteilt wurde, war Sunil Narine. Als Überseespieler wurden Mohammad Hafeez und Martin Guptill verpflichtet. Als Teamname wurde Guyana Amazon Warriors festgelegt. Als Mannschaftskapitän wurde Ramnaresh Sarwan bestimmt.

### Saison 2013
In der Saison gelang dem Team mit einer Bilanz von fünf Siegen und zwei Niederlagen den ersten Platz der Gruppenphase zu belegen. In den letzten Spielen stand anstatt Mohammad Hafeez der sri-lankische Bowler Lasith Malinga dem Team zur Verfügung, da Hafeez für die Nationalmannschaft abgestellt wurde. Auch wurde nach einer Verletzung von Martin Guptill dieser durch Tillakaratne Dilshan ersetzt. Im Halbfinale spielten sie gegen die Trinidad and Tobago Red Steel, gegen die sie mit 7 Wickets gewannen. Im Finale unterlagen sie dann den Jamaica Tallawahs mit 7 Wickets. Der erfolgreichste Batsman des Teams war Lendl Simmons, der erfolgreichste Bowler, der auch die meisten Wickets in dieser CPL Saison überhaupt erzielte, Krishmar Santokie.

### Saison 2014
Beim Draft für die neue Saison wurde als neuer internationaler Spieler Corey Anderson verpflichtet. Dieser zog jedoch kurz vor Saisonstart zurück und wurde durch Jimmy Neesham ersetzt. In der Gruppenphase belegten sie mit sechs Siegen und drei Niederlagen den zweiten Platz und qualifizierten sich abermals für das Halbfinale. Sunil Narine gelang beim Spiel gegen Trinidad and Tobago Red Steel als erster Spieler ein Wicket-Maiden Super Over im T20-Format zu erzielen. Im Halbfinale trafen sie wie im Vorjahr auf die Jamaica Tallawah, die sie dieses Mal mit 10 Wickets besiegten. Im Finale spielten sie gegen die Barbados Tridents und verloren mit 8 Runs nach Duckworth-Lewis Method. Bester Batsman der Saison des Teams und der CPL war Lendl Simmons, bester Bowler Krishmar Santokie.

### Saison 2015
Vor der Saison gelang es dem Team Umar Akmal zu verpflichten. In der Gruppenphase belegten sie mit fünf Siegen, vier Niederlagen und einem No Result abermals den zweiten Platz und standen somit im Halbfinale. Dort unterlagen sie den Trinidad and Tobago Red Steel mit 6 Wickets. Bester Batsman der Saison war Lendl Simmons, bester Bowler Sunil Narine.

## Abschneiden in der CPL
| Jahr | Spiele | Siege | Niederlagen | No Result | Endplatzierung (Vorrunde) |
| ---- | ------ | ----- | ----------- | --------- | ------------------------- |
| 2013 | 7      | 5     | 2           | 0         | Finale (1/6)              |
| 2014 | 9      | 6     | 3           | 0         | Finale (2/6)              |
| 2015 | 10     | 5     | 4           | 1         | Halbfinale (2/6)          |
| 2016 | 10     | 7     | 3           | 0         | Finale (1/6)              |
| 2017 | 10     | 5     | 5           | 0         | Halbfinalist (4/6)        |
| 2018 | 10     | 6     | 4           | 0         | Finale (2/6)              |
| 2019 | 10     | 10    | 0           | 0         | Finale (1/6)              |
| 2020 | 10     | 6     | 4           | 0         | Halbfinale (2/6)          |